# Abelichnus
Abelichnus é um icnogênero extinto de dinossauro conhecido apenas por pegadas. A icnoespécie-tipo, Abelichnus astigarrae, foi descoberta pela primeira vez na Argentina e registrada como a maior pegada de dinossauro conhecida já descoberta. Abelichnus provavelmente tinha de de 12,5 a 13 metros de comprimento. Os possíveis criadores das trilhas de Abelichnus poderiam ter sido Abelisaurus ou Carnotaurus.